# Alejandro Cortell Palanca
Álex Cortell (Montcada, Horta Nord, 8 de novembre de 1990) és un futbolista professional valencià. La seva posició en el terreny de joc és la de davanter. Està caracteritzat per tenir olfacte golejador, ser potent i amb bona velocitat, un jugador molt complet. El seu equip és l'CE Olímpic de Xàtiva.

## Biografia
Nascut a Montcada, Cortell es va formar en les categories inferiors del València CF, però a l'estiu de 2009 se'n va anar a provar sort al Royal Excelsior Mouscron de la Belgian Pro League. El 8 d'agost debuta com a professional davant el K.S.V. Roeselare substituint en el primer temps a un company lesionat, el resultat va ser de 0-0. Al desembre acaba un malson pels impagaments del club i amb la volta de Cortell a Espanya.
El jugador torna a Espanya després de l'experiència a Bèlgica i ho fa jugant en el Riba-roja CF en el qual fa 11 gols en 30 partits i en 2011 se'n va a la UD Alzira de Segona Divisió B on fa el seu major nombre de gols 24, en 41 partits.
La temporada 2012, al València Mestalla filial del València CF en el qual està dos anys i fa 7 gols en la Segona Divisió B.
Cortell continua el seu pas en Segona Divisió B i ho fa de la mà del CD Olímpic de Xàtiva fent 11 gols en la temporada.
Va retornar a l'Olímpic el dia 1 d'agost de 2018, amb el club llavors a tercera divisió.
En l'estiu del 2015 es desvincula del seu antic club i fitxa pel CE Sabadell per retornar-lo a la categoria de plata.
Sis mesos després d'haver fitxat pel CE Sabadell, el jugador i el club arlequinat arriben a un acord per rescindir el contracte que els vinculava. Un dia després d'haver-se'n desvinculat fitxa pel CE Alcoià. fins a final de temporada.